# Alessandro Lucarelli
Alessandro Lucarelli (Livorno, 22 luglio 1977) è un dirigente sportivo ed ex calciatore italiano, di ruolo difensore, attuale direttore dell'Area Prestiti del Parma.

## Biografia
Fratello minore di Cristiano Lucarelli, dal 27 maggio 2007 è cittadino onorario della città di Reggio Calabria.
Suo figlio Matteo, difensore nato nel 2001, è cresciuto nel Parma e dal 2024 gioca nell’Olbia in Serie D. L’altro figlio Diego, nato nel 2010, gioca nelle giovanili dell’Inter sempre come difensore.
Nell’estate del 2022 esce nei cinema Il mestiere del capitano, documentario scritto e diretto da Davide Potente che racconta la storia umana e sportiva di Lucarelli soffermandosi sulle tre promozioni consecutive conquistate con il Parma.

## Caratteristiche tecniche
Difensore centrale mancino dal forte temperamento possedeva una buona personalità; ha iniziato la carriera calcistica nel ruolo di libero. Grazie alla sua ottima abilità nel gioco aereo era in grado di inserirsi egregiamente in zona offensiva, soprattutto sui calci piazzati.

## Carriera

### Club

#### Inizi
Cresce nel vivaio del Piacenza, che lo preleva nel 1993 dall'Armando Picchi, entrando nel giro della prima squadra a partire dalla stagione 1995-1996.
Ha esordito da professionista con il prestito al Leffe in Serie C2 nella stagione 1997-1998 (29 presenze senza reti).
È poi rientrato al Piacenza nell'estate del 1998, debuttando in Serie A il 13 settembre 1998 nel pareggio interno contro la Lazio. Rimane in Emilia-Romagna da titolare fino al 2002, conquistando la promozione in Serie A al termine della stagione 2000-2001.

#### Palermo, Brescia e Fiorentina
Successivamente scende in Serie B con il Palermo, con cui esordisce il 5 novembre 2002 in trasferta contro il Cosenza (1-2). Conclude la sua esperienza in Sicilia con 28 presenze.
Torna nella massima serie con il Brescia nell'estate 2003. Con il Brescia gioca due incontri di Intertoto, con il Gloria Bistrița e con il Villareal, le sue uniche partite in ambito internazionale.
Nella stessa sessione di mercato viene ceduto alla Fiorentina, appena ripescata in Serie B. Il 23 settembre 2003 esordisce con i viola nella partita casalinga contro l'Atalanta (1-1). Conclude la stagione scendendo in campo 31 volte e conquistando la promozione in Serie A dopo lo spareggio con il Perugia.

#### Livorno e Reggina
Nell'estate 2004 passa al Livorno, con cui esordisce l'11 settembre 2004 contro il Milan. Il 22 settembre 2004 segna la sua prima rete in Serie A in trasferta contro la Reggina (2-1). Conclude la sua esperienza con i labronici con 27 partite disputate e 4 reti realizzate.
Nell'estate del 2005 viene ceduto alla Reggina, con cui esordisce l'11 settembre 2005 contro la Sampdoria. Il 7 gennaio 2006 segna la sua prima rete in amaranto contro la Fiorentina (1-1). Dopo il ritorno di Francesco Cozza nelle file del Siena diventa il capitano della squadra. Con la Reggina conquista due salvezze (la seconda ottenuta nonostante una penalizzazione di 11 punti).

#### Genoa
Nel luglio 2007 passa al Siena, a titolo definitivo, in cambio di Cozza che ritorna alla Reggina; tuttavia, già il 22 agosto 2007 viene ceduto al Genoa con il quale firma un contratto triennale. Il 26 agosto 2007 esordisce dal primo minuto contro il Milan. Il 2 marzo 2008 segna la sua prima ed unica rete contro il Cagliari in trasferta (2-1). Conclude la sua esperienza con i grifoni disputando 29 partite e segnando un gol.

#### Parma
Il 25 luglio 2008 il Genoa lo cede al Parma, facendolo ricongiungere col fratello Cristiano. Il 29 agosto 2008 esordisce contro il Rimini. A fine stagione la squadra ottiene la promozione in Serie A. Della squadra, nella stagione 2011-2012, diventa anche il vice capitano, collezionando 35 presenze e 2 reti. Alla sesta stagione in maglia crociata diventa il capitano della squadra dopo l'addio di Stefano Morrone.
Nell'estate 2015 Lucarelli decide di rimanere al Parma nonostante la rifondazione e ripartenza in Serie D della squadra ducale, fallita al termine della stagione 2014-2015 a causa del dissesto finanziario. Con 40 presenze e 2 gol contribuisce alla vittoria del campionato.
Sempre nella stagione 2015-2016 svolge il ruolo di opinionista per l'emittente pay TV Premium Calcio. Il 30 dicembre 2016, nella vittoria esterna contro il Lumezzane in Lega Pro, stabilisce un record, per essere andato in gol in tutte le serie dalla A alla D con i crociati. Con la squadra ancora impegnata ai play-off, il 13 giugno 2017 inizia a Coverciano il corso da allenatore professionista categoria UEFA A che abilita ad allenare formazioni giovanili e squadre fino alla Lega Pro e consente anche di fare l'allenatore in seconda in Serie A e B. Il 17 giugno battendo l'Alessandria per 2-0 in finale il Parma è promosso in Serie B e il 28 giugno Lucarelli, a pochi giorni dal 40º compleanno, firma per un altro anno con l'obiettivo di riportare la squadra in Serie A.
Il 7 settembre seguente supera con esito positivo l'esame da allenatore.
Il 4 novembre 2017 supera Ermes Polli come numero di presenze ufficiali e con la numero 311 diventa il primatista di tutti i tempi con la maglia del Parma. Al termine della stagione ottiene la terza promozione consecutiva, che sancisce il ritorno nella massima serie del club crociato.
Durante la stagione 2016-17, la partita disputata dal Parma con l'Ancona termina con la sorprendente sconfitta interna dei crociati per 0-2, attirando l'attenzione della stampa nazionale per aver generato una spropositata quantita' di scommesse nella zona di Pozzuoli sulla vittoria dell'ultima in classifica, l'Ancona, in casa degli emiliani secondi. Alessandro Lucarelli, insieme ai compagni di squadra, partecipa ad una conferenza stampa molto accesa per difendere la squadra dalle accuse infamanti di aver combinato il risultato dell'incontro.
Annuncia il proprio ritiro il 27 maggio 2018, durante la festa promozione della squadra emiliana allo Stadio Ennio Tardini; contestualmente la società decide di ritirare la maglia numero 6. Complessivamente con il Parma in 10 anni ha messo insieme 350 presenze e 22 gol.
Ha scritto, insieme a Mattia Fontana, Nicolò Fabris e Guglielmo Trupo la sua prima autobiografia di nome "L'ultima bandiera", dove racconta dei suoi inizi fino ad arrivare a parlare dei suoi dieci anni nel Parma, con tanti aneddoti sulla sua carriera sportiva.

### Dirigente

#### Parma
Il 2 agosto 2018 diventa il nuovo Club Manager del Parma. Il 20 febbraio 2020 consegue il diploma da direttore sportivo a Coverciano. L’11 settembre di quell’anno viene nominato vice direttore sportivo di Carli. Il 3 giugno 2021 diventa il Direttore dell’Area Prestiti.

## Statistiche

### Presenze e reti nei club
| Stagione        | Squadra         | Campionato      | Campionato | Campionato | Coppe nazionali | Coppe nazionali | Coppe nazionali | Coppe continentali | Coppe continentali | Coppe continentali | Altre coppe | Altre coppe | Altre coppe | Totale | Totale |
| Stagione        | Squadra         | Comp            | Pres       | Reti       | Comp            | Pres            | Reti            | Comp               | Pres               | Reti               | Comp        | Pres        | Reti        | Pres   | Reti   |
| --------------- | --------------- | --------------- | ---------- | ---------- | --------------- | --------------- | --------------- | ------------------ | ------------------ | ------------------ | ----------- | ----------- | ----------- | ------ | ------ |
| 1995-1996       | Piacenza        | A               | 0          | 0          | CI              | 0               | 0               | -                  | -                  | -                  | -           | -           | -           | 0      | 0      |
| 1996-1997       | Piacenza        | A               | 0          | 0          | CI              | 0               | 0               | -                  | -                  | -                  | -           | -           | -           | 0      | 0      |
| 1997-1998       | Leffe           | C2              | 29         | 0          | CI-C            | 0               | 0               | -                  | -                  | -                  | -           | -           | -           | 29     | 0      |
| 1998-1999       | Piacenza        | A               | 21         | 0          | CI              | 1               | 0               | -                  | -                  | -                  | -           | -           | -           | 22     | 0      |
| 1999-2000       | Piacenza        | A               | 26         | 0          | CI              | 2               | 0               | -                  | -                  | -                  | -           | -           | -           | 28     | 0      |
| 2000-2001       | Piacenza        | B               | 19         | 0          | CI              | 5               | 1               | -                  | -                  | -                  | -           | -           | -           | 24     | 1      |
| 2001-2002       | Piacenza        | A               | 23         | 0          | CI              | 3               | 0               | -                  | -                  | -                  | -           | -           | -           | 26     | 0      |
| Totale Piacenza | Totale Piacenza | Totale Piacenza | 89         | 0          |                 | 11              | 1               |                    | -                  | -                  |             | -           | -           | 100    | 1      |
| 2002-2003       | Palermo         | B               | 28         | 0          | CI              | 2               | 0               | -                  | -                  | -                  | -           | -           | -           | 30     | 0      |
| ago. 2003       | Brescia         | A               | 0          | 0          | CI              | 0               | 0               | Int                | 2                  | 0                  | -           | -           | -           | 2      | 0      |
| 2003-2004       | Fiorentina      | B               | 31         | 0          | CI-C            | 0               | 0               | -                  | -                  | -                  | -           | -           | -           | 31     | 0      |
| 2004-2005       | Livorno         | A               | 27         | 4          | CI              | 1               | 0               | -                  | -                  | -                  | -           | -           | -           | 28     | 4      |
| ago.-set. 2005  | Livorno         | A               | 0          | 0          | CI              | 1               | 0               | -                  | -                  | -                  | -           | -           | -           | 1      | 0      |
| Totale Livorno  | Totale Livorno  | Totale Livorno  | 27         | 4          |                 | 2               | 0               |                    | -                  | -                  |             | -           | -           | 29     | 4      |
| 2005-2006       | Reggina         | A               | 33         | 2          | CI              | 0               | 0               | -                  | -                  | -                  | -           | -           | -           | 33     | 2      |
| 2006-2007       | Reggina         | A               | 34         | 2          | CI              | 4               | 1               | -                  | -                  | -                  | -           | -           | -           | 38     | 3      |
| Totale Reggina  | Totale Reggina  | Totale Reggina  | 67         | 4          |                 | 4               | 1               |                    | -                  | -                  |             | -           | -           | 71     | 5      |
| 2007-2008       | Genoa           | A               | 29         | 1          | CI              | 0               | 0               | -                  | -                  | -                  | -           | -           | -           | 29     | 1      |
| 2008-2009       | Parma           | B               | 37         | 2          | CI              | 2               | 0               | -                  | -                  | -                  | -           | -           | -           | 39     | 2      |
| 2009-2010       | Parma           | A               | 33         | 2          | CI              | 1               | 1               | -                  | -                  | -                  | -           | -           | -           | 34     | 3      |
| 2010-2011       | Parma           | A               | 32         | 1          | CI              | 2               | 0               | -                  | -                  | -                  | -           | -           | -           | 34     | 1      |
| 2011-2012       | Parma           | A               | 34         | 2          | CI              | 1               | 0               | -                  | -                  | -                  | -           | -           | -           | 35     | 2      |
| 2012-2013       | Parma           | A               | 32         | 1          | CI              | 0               | 0               | -                  | -                  | -                  | -           | -           | -           | 32     | 1      |
| 2013-2014       | Parma           | A               | 34         | 4          | CI              | 0               | 0               | -                  | -                  | -                  | -           | -           | -           | 34     | 4      |
| 2014-2015       | Parma           | A               | 28         | 1          | CI              | 1               | 0               | -                  | -                  | -                  | -           | -           | -           | 29     | 1      |
| 2015-2016       | Parma           | D               | 36+2       | 2+0        | CI-D            | 0               | 0               | -                  | -                  | -                  | -           | -           | -           | 38     | 2      |
| 2016-2017       | Parma           | LP              | 35+5       | 1          | CI-LP           | 2               | 0               | -                  | -                  | -                  | -           | -           | -           | 42     | 1      |
| 2017-2018       | Parma           | B               | 32         | 4          | CI              | 1               | 0               | -                  | -                  | -                  | -           | -           | -           | 33     | 4      |
| Totale Parma    | Totale Parma    | Totale Parma    | 333+7      | 21         |                 | 10              | 1               |                    | -                  | -                  |             | -           | -           | 350    | 22     |
| Totale carriera | Totale carriera | Totale carriera | 633+7      | 30         |                 | 29              | 3               |                    | 2                  | 0                  |             | -           | -           | 671    | 33     |

### Record
- Calciatore con più presenze in partite ufficiali di campionato del Parma (340).
- Primo calciatore del Parma ad aver realizzato gol in tutte le categorie dalla Serie D alla Serie A.
- Primo difensore in assoluto nella storia del calcio italiano ad aver realizzato almeno un gol con la stessa maglia dalla Serie D alla Serie A.
- Primo calciatore ad aver ottenuto tre promozioni consecutive con la stessa maglia, dalla Serie D alla Serie A, insieme ad Yves Baraye e Pasquale Mazzocchi.

## Palmarès

### Club

#### Competizioni interregionali
- Campionato italiano di Serie D:

Parma: 2015-2016